# The Big Teutonic 4
The Big Teutonic 4 ist eine Split-EP der deutschen Thrash-Metal-Bands Kreator, Sodom, Destruction und Tankard.

## Entstehung und Hintergrund
Vom 30. Mai bis 1. Juni 2013 fand in Geiselwind die erste Ausgabe des Musikfestivals Beastival statt. Die Organisatoren luden dazu mit Kreator, Sodom, Destruction und Tankard die vier größten und erfolgreichsten deutschen Thrash-Metal-Bands ein. In Anlehnung an die so genannten Big Four of Thrash Metal, die US-amerikanischen Bands Metallica, Slayer, Megadeth und Anthrax, wurden die vier deutschen Bands als The Big Teutonic 4 bezeichnet. Üblich war bis dahin jedoch, dass Sodom, Kreator und Destruction als „Dreifaltigkeit des Teutonen-Thrash“ oder „Dreigestirn des Thrash“ bezeichnet wurden. Um diesen Auftritt zu promoten, spielten die vier Bands je eine Coverversion ein.
Dabei entschieden sich Kreator und Tankard für Lieder von Iron Maiden, während Sodom und Destruction sich eine Nummer von Motörhead aussuchten. Sodom, die zum Veröffentlichungszeitpunkt gerade an einem neuen Album arbeiteten, veröffentlichten als einzige Band keine neue Coverversion, sondern ihr bereits vom Album Persecution Mania (1987) bekanntes Iron-Fist-Cover. Bei The Prisoner von Tankard handelt es sich um eine gekürzte Edit-Version.
Zunächst wurde die Split am 22. Dezember 2012 auf CD als Beilage des deutschen Musikmagazins Legacy veröffentlicht, quasi als Weihnachtsbeilage. Am 15. Februar 2013 veröffentlichte Nuclear Blast die Split als 10″-Schallplatte auf rotem, gelbem, blauem und transparentem Vinyl. Jede Version ist auf 250 Stück limitiert. Im Gegensatz zur CD-Version veröffentlichten Sodom dort eine Version von Ace of Spades.

## Titellisten
Die Titel 1 und 4 sind im Original von Iron Maiden, die Titel 2 und 3 im Original von Motörhead.
| CD-Version 1. Kreator: The Number of the Beast – 4:21 2. Sodom: Iron Fist – 2:43 3. Destruction: The Hammer – 2:48 4. Tankard: The Prisoner – 4:59 (Edit-Version) | Vinyl-Version 1. Kreator: The Number of the Beast – 4:21 2. Sodom: Ace of Spades – 2:49 3. Destruction: The Hammer – 2:48 4. Tankard: The Prisoner – 4:59 (Edit-Version) |

## Rezeption
Reinhold Reither vom österreichischen Online-Magazin Stormbringer empfahl den Lesern, sich die Split „schon rein aus nostalgischen Gründen ins heimische Regal zu bugsieren“. Dabei fügte er hinzu, dass ihm die Beiträge von Kreator und Sodom besser gefallen als die anderen beiden. Für den Rezensenten Chrischi vom Online-Magazin Burn Your Ears macht die Split „richtig derbe Spaß“. Allerdings stellt er die Frage auf, warum Tankard und nicht zum Beispiel Holy Moses zu den großen vier deutschen Thrash-Bands gehören sollen. Frank Albrecht vom Rock Hard bezeichnete die Veröffentlichung als „nette 10″ für Sammler und Freunde der vier namhaftesten deutschen Thrash-Bands“ mit „mehr oder weniger legendären Klassiker[n]“. The Hammer sei „schön rotzig und punkig“. Besonders Mille Petrozza schlage sich bei The Number of the Beast „überraschend gut“, wohingegen „Gerre stimmlich definitiv an seine Grenzen stößt“.